# Ameribaatar
Ameribaatar Eaton & Cifelli, 2001 è un genere estinto di mammiferi risalente al tardo Cretaceo. Era un membro dell'ordine dei Multituberculata che visse in Nord America durante il Mesozoico, conosciuta anche come "l'era dei dinosauri". Non è stato ancora chiarito se appartenga alla famiglia dei Plagiaulacida, o dei Cimolodonta. Il genere Ameribaatar ("Eroe americano") venne classificato da Eaton e Cifelli nel 2001.
L'olotipo, Ameribaatar zofiae, il cui nome fu dato da Eaton e Cifelli nel 2001 in onore della paleontologa polacca Zofia Kielan-Jaworowska, è conosciuto dai ritrovamenti fossili scoperti negli strati della formazione geologica "Cedar Mountain" in Utah, (Stati Uniti) e databili al limite Albiano-Cenomaniano (il limite tra il Cretaceo inferiore e superiore).

## Tassonomia
Sottordine †CimolodontaMcKenna, 1975
- Superfamiglia Incertae sedis
  - Famiglia Incertae sedis
    - Sottofamiglia Incertae sedis
      - Genere? †Ameribaatar Eaton & Cifelli, 2001
        - Specie? †A. zofiae Eaton & Cifelli, 2001

      - Genere? †Bryceomys Eaton, 1995
        - Specie †B. fumosus Eaton, 1995
        - Specie †B. hadrosus Eaton, 1995
        - Specie †B. intermedius Eaton & Cifelli, 2001

      - Genere †Cedaromys Eaton & Cifelli, 2001
        - Specie †C. bestia (Eaton & Nelson, 1991) Eaton & Cifelli, 2001 [=Paracimexomys? bestia Eaton & Nelson, 1991
        - Specie †C. parvus Eaton & Cifelli, 2001

      - Genere? †Dakotamys Eaton, 1995; E. Cret. CNA.
        - Specie? †D. sp. (Utah, USA) Eaton, 1995
        - Specie †D. malcolmi Eaton, 1995

      - Genere? †Uzbekbaatar Kielan-Jaworowska & Nesov, 1992
        - Specie? †U. kizylkumensis Kielan-Jaworowska & Nesov, 1992

      - Genere? †Barbatodon Rãdulescu & Samson, 1986
        - Specie? †B. transylvanicum Rãdulescu & Samson, 1986